# 响堂街道
响堂街道，是中华人民共和国辽宁省鞍山市海城市下辖的一个乡镇级行政单位。

## 行政区划
响堂街道下辖以下地区：
西响堂社区、苗罗社区、栏河社区、榆树社区、东响堂社区、栗子社区、荒岭社区、箭楼社区、张家社区和河家社区。